# Kanton Gravelines
Kanton Gravelines (francouzsky Canton de Gravelines) je francouzský kanton v departementu Nord v regionu Nord-Pas-de-Calais. Tvoří ho pět obcí.

## Obce kantonu
- Craywick
- Grand-Fort-Philippe
- Gravelines
- Loon-Plage
- Saint-Georges-sur-l'Aa